# Constantinus III (Hoàng đế Tây La Mã)

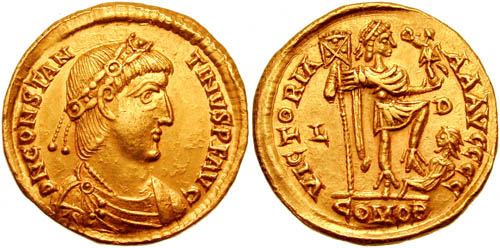
Đồng solidus của Constantinus khoảng 407–408 đúc tại Lyon, với mặt sau là hình Constantinus cầm trên tay quân kỳ hoàng đế (Labarum) và quả cầu chiến thắng đang giẫm trên người một nô lệ

Flavius Claudius Constantinus (trong tiếng Anh gọi là Constantine III) (? – 411) là tướng lĩnh của Đế quốc La Mã, là người đã tự xưng là Hoàng đế Tây La Mã ở Britannia (nay thuộc nước Anh) vào năm 407, đến năm 409 mới được Hoàng đế Honorius công nhận, về sau do mất đi sự ủng hộ chính trị và thất bại quân sự liên tiếp đã buộc Constantinus III phải tuyên bố thoái vị vào năm 411. Ít lâu sau ông bị bắt giam và bị hành quyết cho tới chết.

## Tiểu sử

### Bối cảnh
Vào ngày 31 tháng 12 năm 406, vài man tộc gồm Vandal, Burgundy, Alan và Suebi đồng loạt vượt sông Rhine tràn vào xâm lược Đế quốc Tây La Mã. Đây là một đòn đánh chí mạng vào Đế quốc khiến cho nó không bao giờ có thể hồi phục nổi. Chính quyền La Mã khó có thể đuổi hoặc tiêu diệt những kẻ xâm lược mọi rợ mà giờ đây đã định cư ở một số tỉnh như Tây Ban Nha và Bắc Phi, rồi phải đối mặt với những cuộc di chuyển của các giống rợ từ xa khác như Frank, Ostrogoth và Visigoth tiến vào xứ Gaul cùng thời điểm. Ngoài ra, một yếu tố góp phần quan trọng khác chính là sự mất đoàn kết giữa những người La Mã với nhau cùng những bất ổn về mặt chính trị và sự suy yếu về mặt quân sự. Một Đế quốc thống nhất với đầy đủ sự ủng hộ của những thần dân trung thành sẵn sàng quyết chiến và hy sinh thân minh để đánh bại những kẻ xâm lược mọi rợ như xưa có thể giữ vững chắc biên giới của Đế quốc La Mã.

### Khởi binh
Tại thời điểm trong cuộc xâm lược này, các tỉnh ở nước Anh đều rơi vào tình trạng hỗn loạn do những kẻ tiếm quyền gây ra, nó chỉ kết thúc khi Constantinus tiếm vị xưng đế của vào đầu năm 407. Nỗi lo sợ quân German xâm lược và sự cần thiết của việc đảm bảo an ninh và trật tự tại trong một thế giới nhanh chóng sụp đổ từng phần, quân đội La Mã tại Anh đã quyết định bầu chọn một viên tướng mang tên trùng với tên của vị Hoàng đế vĩ đại vào đầu thế kỷ 4 là Constantinus Đại đế, người đã tự mình lên nắm quyền thông qua một cuộc đảo chính quân sự ở Anh. Tuy ông chỉ là một người lính bình thường nhưng lại là người có tài năng nhất. Constantine nhanh chóng bắt tay vào hành động, trước tiên ông dẫn quân bản bộ vượt qua eo biển Manche tiến vào lục địa tại Bononia, với đội quân được huấn luyện và chuẩn bị chu đáo, đã chiếm được vài tỉnh đầu tiên có bất kỳ bảo vệ quân sự nào và giải thích được sự biến mất của họ vào đầu thế kỷ 5.
Bộ tướng của Constantinus là Iustinianus và Nebiogastes người Frank chỉ huy cánh quân tiên phong đã bị phó tướng của StIlyicho là Sarus chặn đánh, hai người vội vàng lui binh, trên đường triệt thoái thì rơi vào ổ phục kích của StIlyicho và toàn quân đại bại tại Valence. Tuy vậy, Constantinus vẫn tiếp tục gửi thêm một cánh quân khác do hai tướng Edobichus và Gerontius chỉ huy, nhanh chóng tiến tới giao chiến dữ dội với quân của Sarus, do binh lực quá sức chênh lệch nên Sarus đành phải rút lui về Ý, trên đường tháo lui qua dãy núi Anpơ bị đám cướp Bagaudae quấy rối thường xuyên. Trong khi đó thì Constantinus đang tiến hành củng cố biên giới tại sông Rhine và đóng quân trên tuyến đường nối liền giữa Gaul vào Ý. Tháng 5 năm 408, Constantine tuyên bố đóng đô ở Arles, rồi sau đó bổ nhiệm Apollinaris, ông nội của Sidonius Apollinaris làm Thái thú La Mã.

### Tiếm vị xưng đế
Mùa hạ năm 408, toàn bộ lực lượng quân đội Tây La Mã đều được tập hợp lại nhằm chuẩn bị cho cuộc phản công, Constantinus đã có kế hoạch khác. Sợ rằng một số người anh em họ của Hoàng đế Honorius ở Hispania, có thể là thành trì kiên cố của Nhà Theodosius và thề nguyện trung thành với vị hoàng đế bất lực này, sẽ tổ chức một cuộc tấn công từ hướng đó trong khi quân đội dưới trướng Sarus và StIlyicho tấn công ông theo thế gọng kìm cho nên Constantinus lập tức điều binh tiến công ở Hispania trước. Constantinus lập tức cho gọi trưởng nam Constans từ tu viện tới làm lễ tấn phong Caesar tức làm đồng hoàng đế, sau đó phái ông cùng tướng Gerontius tiến về Hispania. Những người anh em họ của Honorius bị đánh bại mà không mấy khó khăn, Didymus và Theodosiolus đại bại bị bắt sống trong khi số khác là Lagodius và Verianus thì cùng nhau chạy trốn tới nơi an toàn ở Constantinopolis.
Constans để vợ ông và cả gia đình ở lại Saragossa dưới sự bảo vệ của Gerontius để quay về sắp xếp một số việc quan trọng tại Arles. Lúc này, một số quân đoàn La Mã trung thành với Honorius đã tiến hành cuộc binh biến tại Ticinum (nay là Pavia) vào ngày 13 tháng 8 năm 408, tiếp đến là việc xử tử Thống lĩnh quân đội (magister militum) StIlyicho vào ngày 22 tháng 8. Tình hình trong triều cực kỳ rối loạn, quân đội các tỉnh không chịu sự điều khiển của chính quyền trung ương đã thay phiên nhau nổi loạn liên tiếp, dẫn đầu là Sarus đã bỏ rơi Honorius ở Ravenna mà không có bất kỳ sức mạnh quân sự quan trọng nào, đồng thời phải đối mặt với nguy cơ quân đội Goth dưới quyền Alaric tiến vào tung hoành ngang dọc nước Ý mà không bị ngăn cản ở Etruria. Vì thế, Constantinus phái sứ giả tới tiến hành cuộc hòa đàm ở Ravenna, Honorius sợ hãi lập tức hạ lệnh chính thức công nhận Constantinus là đồng hoàng đế và bổ nhiệm ông làm Quan chấp chính tối cao (Consul) vào năm 409.

### Suy yếu

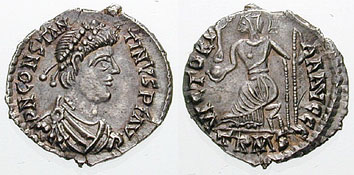
Hình Constantine III trên đồng tiền cổ siliqua. Mặt sau để ăn mừng chiến thắng của Augusti

Năm 409 được xem là thành công đỉnh điểm của Constantinus. Nhưng vào tháng 9 cùng năm, một vài bộ tộc đã tràn qua tuyến phòng thủ sông Rhine, đã châm ngòi cho các cuộc cướp phá và thiêu rụi nhiều thành phố, công sự, làng mạc trên đường băng qua xứ Gaul cho tới dãy núi Pyrénées, phá vỡ nhiều nơi đồn trú của Constantinus và tràn vào Hispania. Constantinus định gửi con trưởng của ông là Constans tới nhằm đối phó với cuộc khủng hoảng này, thì nhận được tin bộ tướng Gerontius của ông đã làm phản nổi loạn, tự xưng là đồng hoàng đế. Bất chấp những nỗ lực tuyệt vời của Constantinus, nhưng ông vẫn không ngăn chặn lại được khi liên quân của Gerontius cùng các man tộc liên kết lại với nhau tiến công Hispania vào năm 410.
Cùng lúc đó, hải tặc Saxon đã đột kích vào Anh, vị trí mà Constantinus lơ là phòng vệ. Trên thực tế Constantinus đã bỏ rơi nơi này trong một nỗ lực chung nhằm thiết lập một đế chế cho riêng ông cùng với sự thất bại về mặt quân sự trong việc bảo vệ họ chống lại các cuộc tấn công mà họ hy vọng là ông sẽ ngăn chặn được, quá thất vọng, cư dân La Mã tại Anh và Armorica đứng lên nổi dậy chống lại chính quyền của Constantinus và trục xuất các quan chức do chính ông bổ nhiệm.
Để đáp lại vòng vây thắt chặt của kẻ thù bằng một ván bài liều lĩnh cuối cùng, Constantinus hạ lệnh tiến quân thẳng về Ý với chút ít lực lượng còn lại, nhằm liên kết với một viên quan trong triều nhận làm nội ứng là Allobich muốn thay thế Honorius bằng một người cai trị khác giỏi hơn. Không may, Honorius đã phát giác ra được âm mưu này liền ra tay giết chết Allobich và phái quân đội chặn đánh Constantinus, chịu thất bại thảm hại nên Constantine buộc phái rút lui trở về Gaul vào cuối mùa xuân năm 410. Thế lực của Constantinus ngày càng suy yếu dần, lực lượng do ông chỉ huy đi trấn áp cuộc nổi loạn của Gerontius đã bị đánh bại tại Vienne vào năm 411, người con trưởng là Constans bị quân địch bắt sống và giết chết ngay tức khắc. Pháp quan thái thú của Constantinus là Decimus Rusticus, người vừa thay thế Apollinaris vào năm trước, đã bỏ rơi Constantinus, quy thuận lực lượng quân phản loạn của tướng Jovinus tại Rhineland. Gerontius cố dụ Constantinus rút quân về Arles và tiến hành cuộc vây hãm lâu dài ở đây.

### Cái chết
Đồng thời, một viên tướng mới nổi đã đứng lên hỗ trợ cho Honorius. Hoàng đế Constantius III trong tương lai đã dẫn quân bản bộ tiến đến Arles và đánh tan quân công thanh của Gerontius rồi lập tức hạ lệnh tiếp tục vây hãm Constantinus ở Arles. Constantinus đành phái người đến cầu cứu bộ tướng Edobichus hiện đang nắm giữ binh quyền ở miền Bắc Gaul của người Frank, yêu cầu ông khởi binh tiếp viện cho Constantinus, không may quân tiếp viện của Edobichus đã bị Constantius III dùng kế chặn lại đánh bại hoàn toàn. Hy vọng mỏng manh cuối cùng của Constantinus tan thành mây khói khi quân đội còn lại của ông đang trấn giữ sông Rhine đã quy thuận Jovinus, Constantinus sức cùng lực kiệt đành phái người sang báo cho Jovinus biết rằng ông quyết định đầu hàng. Bất chấp lời hứa đảm bảo cho sự an toàn đến tính mạng của ông trước đó, Jovinus vẫn bội ước sai người tống giam lại và cho xử trảm ngay lập tức trên đường đến Ravenna vào ngày 18 tháng 9 năm 411.
Dù cho Gerontius đã tự sát tại Hispania, và vua Athaulf người Visigoth về sau đã dẹp được cuộc nổi loạn của Jovinus, thì sự thống trị của người La Mã sẽ không bao giờ khôi phục lại được từ sau cái chết của Constantinus III. Đúng như lời giải thích sau này của sử gia Procopius, "kể từ bây giờ thì nó chỉ còn nằm dưới sự trị vì của những tên bạo chúa".

## Truyền thuyết

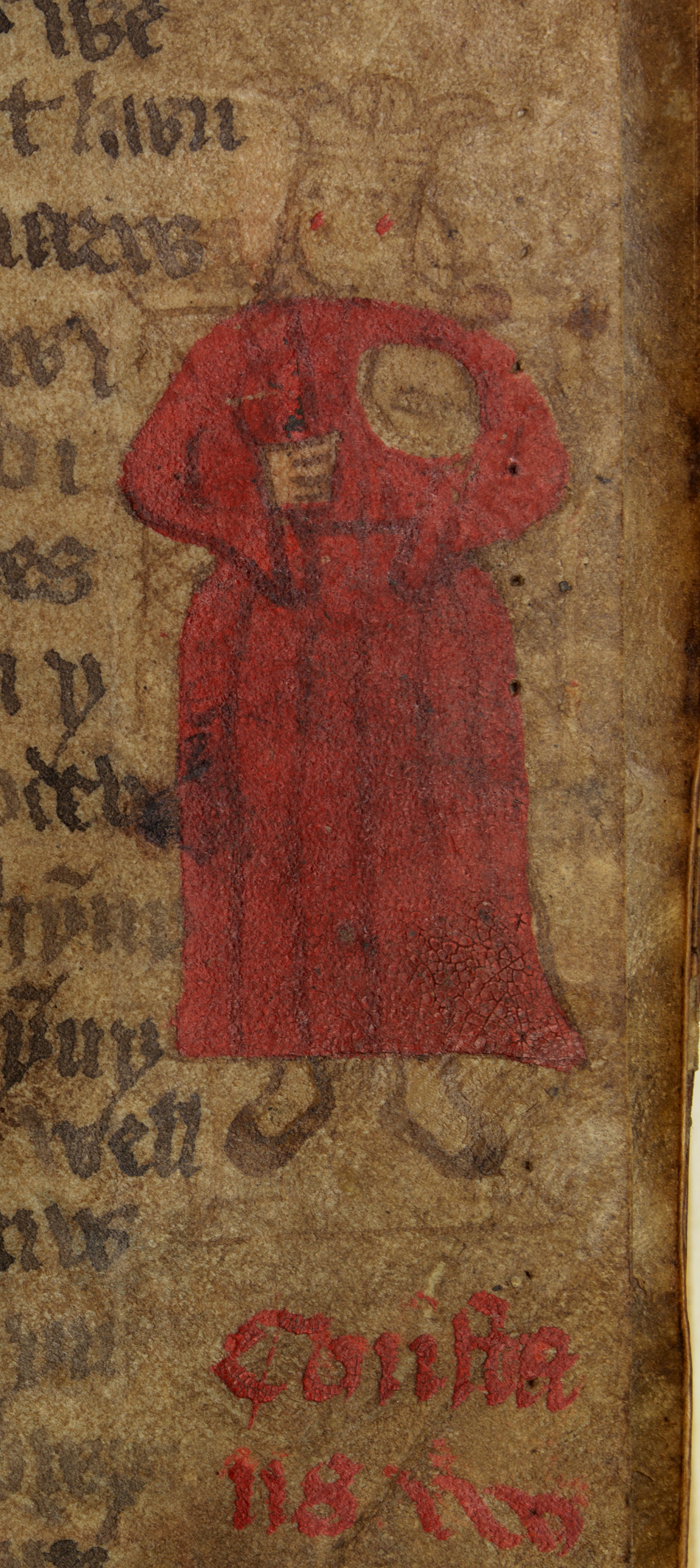
Chân dung thô của Constantinus III trong cuốn Historia Regum Britanniae (bản tiếng Wales) khoảng thế kỷ 15.

Constantinus III còn được biết đến là Constantine II của Anh. Ông được tưởng nhớ là vị Vua Anh trong các cuốn biên niên sử xứ Wales và bộ sử Historia Regum Britanniae huyền thoại và khá phổ biến của sử gia Geoffrey xứ Monmouth, nơi ông lên nắm quyền trị vì sau triều đại của Gracianus Municep, đã kết thúc với vụ ám sát ông. Geoffrey thực sự dường như có nhầm lẫn tên Constantinus III có thật trong lịch sử với tên của một vị vua xứ Cornwall không mấy liên quan là Custennin Gorneu (cái tên Custennin trong tiếng Wales là bắt nguồn từ tên Constaninus trong tiếng Latin; có khả năng là Geoffrey đã chọn cái tên này trong bộ phả hệ về Vua Arthur xứ Wales giống như những gì được tìm thấy tại Bonedd yr Arwyr #30a và Mostyn MS 117 #5), dẫn đến nhiều sự nhầm lẫn giữa các học giả hiện đại, ngoài tên của họ ra, cái tên hư cấu Constantinus của Geoffrey trông không giống với một nhân vật lịch sử thật sự. Geoffrey tuyên bố rằng nước Anh trong cuộc khủng hoảng từ sau cái chết của Gracianus, do đó thần dân xứ này đã kêu gọi sự giúp đỡ từ các dân cư láng giềng khác của họ tại Bretagne. Vị vua xứ Bretagne đương thời là Aldroenus không muốn cai trị cả Bretagne và nước Anh, cho nên đã cử người anh của ông là Constantine II tới trị vì.
Constantinus chấp nhận vương quyền và đẩy lùi những kẻ xâm lược nước Anh là rợ Hun và Pict. Geoffrey nói về các nhà đồng lãnh tụ là Guanius và Melga, trước đây bị lưu đày đến Ireland, đã dẫn đầu một lực lượng xâm lược gồm Scot (Gael), Pict, Na Uy, Dacia và "số khác" vào Anh. Họ chiếm được Alba xa tận Tường thành Hadrian và bắt đầu các cuộc tàn phá của họ ở trên đảo. Constantinus chỉ huy đội quân người Anh chống lại họ và giành lấy chiến thắng. Sau đó ông được tuyên bố là vua tại một hội đồng được tổ chức ở Silchester. Theo như tường thuật thì Constantinus đã kết hôn với "một người phụ nữ là hậu duệ của một gia đình quý tộc La Mã". Người vợ vô danh của ông nguyên là học trò của Guidelium, Tổng Giám mục của London. Cái tên đã được tìm thấy trong nhiều cuốn phả hệ hiện đại. Nói cách khác theo nhà phả hệ học David Hughes đưa ra giả thuyết thì vợ của Constantinus III chính là "Severa", được cho là con gái của Honorius và là cháu gái của Theodosius I. Được xác nhận thông qua bài thơ Ca ngợi Serena của Claudian và cuốn Historia Nova của Zosimus, một người em của Theodosius I và là cha đẻ của Serena.
Geoffrey còn cho biết thêm rằng Constantinus và vợ của ông chính là cha mẹ của Constans, Ambrosius Aurelianus và Uther Pendragon. Con trưởng Constans được gửi tới sống trong một nhà thờ của Amphibalus tại Winchester để "trở thành một bậc giáo sĩ". Aurelius và Uther được giao cho Guidelium dạy dỗ. Constantine trị vì trong khoảng mười năm trước khi bị một viên quan giấu tên ám sát chết mà các học giả cho rằng đó chính là người thuộc man tộc Pict. Gã người Pict đó "giả vờ như muốn thảo luận một số việc riêng tư với ông, trong một khu vườn trồng khá nhiều cây con mà không ai có mặt ở đó, bỗng hắn vội rút dao găm ra xông tới đâm ông ngay tức khắc". Cái chết của ông kéo theo một cuộc khủng hoảng liên tiếp xảy ra. Giới quý tộc của vương quốc tranh cãi xem ai đủ khả năng để kế vị ông. "Một số ủng hộ chọn Aurelius Ambrosius; số khác bầu Uther Pendragon; có ý kiến rằng nên chọn những người khác trong hoàng tộc". Vortigern, được xác định trong văn bản là "Vua xứ Gewisseans", thay vì chọn Constans để nối ngôi. Constans từ bỏ đời sống tu viện và đi với Vortigern tới London. Vortigern tuyên bố ông là Vua, "...Dù không được sự đồng ý của người dân. Tổng Giám mục Guithelin mất không lâu sau đó, không một ai dám cử hành nghi lễ xức dầu cho ông, có thể là lý do của việc ông từ bỏ chức vụ giáo sĩ. Tuy nhiên, điều này chứng tỏ không có trở ngại nào cho buổi lễ đăng quang của ông, nhằm thay thế cho Vortigern, tự ông đã cử hành nghi lễ này cùng một viên giám mục".
Trong một số phiên bản của truyền thuyết, Vortigern là viên quản gia của Constantinus. Câu chuyện này được lặp đi lặp lại trong các bản kể lại mới hơn trong các bộ sự thoại về truyền thuyết Vua Arthur và các hiệp sĩ bàn tròn, bao gồm Merlin của Robert de Boron và tập sử thoại Lancelot-Grail, mặc dù câu chuyện có rất nhiều mâu thuẫn với lịch sử được biết đến về thời kỳ này.